# Simon the Sorcerer (серия игр)
Simon the Sorcerer (с англ. — «Саймон-волшебник») — серия графических квестов, основанная компанией Adventure Soft. Вся серия построена на приключениях юного Саймона, попадающего против своей воли в сказочный мир и пытающегося вернуться в родную реальность. Игра создана в стиле фэнтези, а по сути представляет собой юмористическую пародию на сказочный фольклор. Игровой мир наполнен множеством персонажей известных сказок, каждый из которых представлен в неожиданном свете.
В плане стиля исполнения и юмора первые две игры иногда сравнивают с играми серией Monkey Island и Discworld. Поддержка этих игр осуществлена в ScummVM.

## О Саймоне
Саймон — подросток из нашего мира. По случайности он оказывается в сказочном мире, облачённый в мантию волшебника и островерхую шляпу (в первой игре эта одежда имеет пурпурный цвет, но становится красной в продолжениях). Саймон должен использовать свои таланты в логике и магии, чтобы найти дорогу обратно в реальный мир.
Порой Саймон бывает довольно груб по отношению к окружающим, что зачастую усложняет его задачу, заставляя его пускаться на ненужные поиски, чтобы продолжить свои приключения.

## Simon the Sorcerer
Первая игра серии, выпущенная Adventure Soft 2 января 1993 года под операционные системы DOS и Amiga. Действие начинается с главного героя, Саймона, обычного подростка. Его пёс Чиппи обнаруживает сундук на чердаке его дома, в котором находится книга под названием «Старая книга заклинаний». Саймон бросает её на пол, но над ней появляется портал. Пёс прыгает в портал, и Саймону приходится прыгать за ним.
Саймон обнаруживает себя в другом мире. Сбежав от диких троллей, он узнаёт, что ему придётся отправиться на поиски волшебника Калипсо, которого похитил злой колдун Сордид.
Игра включает в себя пародии на популярные книги и сказки, включая «Рапунцель», «Властелин колец», «Хроники Нарнии», «Джек и бобовый стебель» и «Три козла Груб».
Саймона озвучил британский актёр Крис Барри.
В России игра официально не издавалась.

## Simon the Sorcerer 2: The Lion, the Wizard and the Wardrobe
Simon the Sorcerer 2: The Lion, the Wizard and the Wardrobe (с англ. — «Лев, волшебник и платяной шкаф») была выпущена Adventure Soft в 1995 году. Название игры пародирует книгу «Лев, колдунья и платяной шкаф» из серии «Хроники Нарнии».
В этой игре Сордид возвращается как дух, который позже вселяется в роботизированное тело, когда отец мальчика-крестьянина Ранта сжигает книгу заклинаний и бросает её в центр пентаграммы на полу. Чтобы отомстить Саймону за свою смерть, Сордид посылает ему волшебный платяной шкаф, но по ошибке шкаф возвращает Саймона на порог волшебного магазина Калипсо. Придя в себя, Саймон узнаёт, что для возвращения домой ему необходимо найти мощный источник энергии под названием мукусад (англ. mucusade; «mucus» — «слизь»).
В этой игре Саймон в основном путешествует по стольному граду страны, но затем ему приходится путешествовать далеко за его пределы.
В игре присутствует ещё больше подросткового юмора и сексуальных намёков, чем в её предшественнике.
Саймона озвучил Брайан Боулс.
В России игра официально не издавалась.

## Simon the Sorcerer 3D
Игра вышла в 2002 году. Она нарушает традицию «point-and-click»-квестов, позволяя игроку напрямую управлять Саймоном, даже от первого лица.
Игра начинается с длинной заставки, объясняющей, как тело Саймона, которое было отделено от его души в конце второй игры, было найдено и воссоединено с душой. Первая задача Саймона — добраться до города Полиганиса и найти Калипсо. Как всегда, перед этим следует пускаться в несколько других поисков. Прибыв в Полиганис, его встречает Мелисса «Нога», героиня, спасшая его тело от Сордида. Она хочет, чтобы Саймон взамен нашёл Болотничка и рассказал ему о ней. В конце концов, Саймон находит Болотничка, после чего он узнаёт многое об этом мире.
Как и во второй игре, игра полна саркастического юмора Саймона. Также возвращаются некоторые персонажи из предыдущих игр, включая Калипсо, Болотничка, Златовласку, игроков в РПГ, Мальчика-ёжика, Сордида, Ранта и двух Демонов. Также появляются новые персонажи, продолжая стиль фэнтези, включая Волшебную фею, Иуду, верховного жреца Храма жизни, хранителя колокола душ, мужика в дыре, Энтомолога, Врожденные Йокел и Дэйзи, принца дварфов со своим кланом, дракона Соддинелла, голема-алкоголика по имени З. Н. А. К., гномов и дворян, героического принца, Конмена Варавара, и других.
Проект разрабатывался слишком долго, из-за чего на момент выпуска игры её графика сильно устарела по сравнению с играми того же времени.
В России официально не издавалась.

## Simon the Sorcerer 4: Chaos Happens
Игра вышла в начале 2007 года и была разработана Silver Style Entertainment.
В России игра была издана компанией «Акелла» под названием «Simon the Sorcerer 4: Заколдованный мир» и поступила в продажу 23 января 2008 года.
Игра возвращается к стилю «point-and-click», но персонажи остались трёхмерными.

## Simon the Sorcerer 5: Who’d Even Want Contact?!
Игра вышла 26 марта 2009 года и была разработана Silver Style Entertainment.
В России игра была издана компанией «1С» под названием «Simon the Sorcerer. Тупые пришельцы» и поступила в продажу 30 октября 2009 года.